# Chábúr
Chábúr (turecky Habur Çayı, kurdsky Çemê Xabûr, arabsky نهر الخابور‎) je řeka na severovýchodě Sýrie s horním tokem v Turecku. Je to levý přítok Eufratu. Je dlouhá 486 km, z čehož se přibližně 320 km vyznačuje stálým tokem. Povodí má rozlohu 33 200 km². V antice se nazývala Chaboras.

## Průběh toku
Pramení v pohoří Karadžadag a protéká přes planinu Džezire.

## Vodní režim
Průměrný roční průtok na dolním toku činí 70 m³/s. Nejvodnější je na přelomu zimy a jara.

## Využití
Využívá se na zavlažování. Leží na ní město Hasaka (Sýrie).